# Rogério Ferreira
Rogerio Ferreira, né le 13 septembre 1973 à Belém, est un joueur de beach volley brésilien, champion du monde de la discipline.

## Palmarès
- Championnats du monde de beach volley
  -  Médaille d'or en 1997 à Los Angeles avec Guilherme Marques
  -  Médaille de bronze en 1999 à Marseille avec Guilherme Marques